# 尊性法親王 (鎌倉時代)
尊性法親王（そんしょうほつしんのう、建久5年（1194年）- 延応元年9月3日（1239年10月1日））は、鎌倉時代の法親王。守貞親王（後高倉院）の第一皇子で、母は持明院陳子（北白河院）。後堀河天皇の同母兄にあたる。通称は綾小路宮。

## 経歴
承元3年（1209年）3月に出家して、妙法院の実全の元に入る。後に一身阿闍梨・権大僧都になる。承久3年（1221年）の弟の後堀河天皇の即位に伴って同年10月13日に弟の道深と共に親王宣下を受け、貞応2年（1223年）3月に二品親王となる。実全から譲り受けた綾小路房を綾小路小坂殿と称する御所とした。
嘉禄元年（1225年）、慈円（九条家出身）が没すると彼が持っていた四天王寺別当の後継問題が浮上した。延暦寺（山門）は慈円の甥である良快（九条兼実の子）を推挙し、園城寺（寺門）は慈円の大甥である良尊（九条良経の子、良快の甥）を推挙して争った。ところが、後堀河天皇は両方の要求を斥けて自分の兄である尊性を後任に補任したのである。続いて、安貞元年（1227年）には天台座主に補任されている。
寛喜元年（1229年）3月、六波羅探題の武士である三善為清と延暦寺傘下の日吉二宮社の僧侶が借金の返済を巡って衝突し、僧侶と為清の従者が殺害されてしまう。六波羅探題と延暦寺は互いに犯人の引渡を要求して、遂に京都市中で六波羅の武士と延暦寺の僧兵が衝突してしまう。これを憂慮した尊性は事態の沈静化に奔走するが、僧兵たちを抑えることが出来ずに3月29日に辞表を提出してしまう。これに対して後堀河天皇は自分の師である仁慶（松殿基房の子）を尊性の後任にしようとした（元々、皇位継承の可能性がなかった茂仁王（後の後堀河天皇）は仁慶の弟子となっており、承久の乱がなければそのまま出家する予定であった）。これに対して延暦寺が反発したために決定が直前に覆されて4月9日に前述の良快が座主に任命され、失望した仁慶が22日に急逝する事態となった。一方、鎌倉の執権北条泰時は三善為清と同僚1名の配流を申し入れて事態を収拾しようとするが、為清の上司で泰時にとっては健在である唯一の息子である六波羅探題北条時氏が為清を庇って命令を拒絶した。最終的に6月になって配流は行われて事態が収拾されたものの、尊性は心労の余り7月になっても病の床に就いたままであったという。
10月に入ると、かねてから尊性の別当補任に不服を抱く四天王寺の僧侶が尊性の排除を図って放火未遂を起こし、更に同寺の絵解法師が同寺の仏舎利を奪って失脚を図ろうとした。同寺の混乱は寛喜3年（1231年）に山場を迎えた。藤原定家の日記『明月記』の同年9月3日条にその様子が詳しく書かれており、関白の九条教実（良快にとっては大甥、良尊にとっては甥）が四天王寺の混乱を鎮圧するように鎌倉幕府に要請したところ四天王寺が戦場になって被害が出るのを恐れた幕府がこれを断って尊性が一旦辞退してほとぼりが冷めた後に復帰する案を出したこと、それを聞いた尊性は教実の父で当時の朝廷の最高実力者であった九条道家（良快にとっては甥、良尊にとっては兄）が自分を辞めさせるために幕府に進言していると疑ったこと、これに対して道家は良快も良尊も自分の身内でありどちらにも味方できないのに（尊性続投が望ましいのに）疑われる事態になって困惑している状況が記されている。最終的には尊性は12月13日になって幕府の意向に沿う形で良快に譲ることになった。
ところが、翌貞永元年（1232年）2月に入ると関白九条教実と六波羅探題北条重時の間で尊性を天台座主に復帰させることが協議されて本人も受諾、天福元年（1233年）には四天王寺別当に再任されている。尊性は後堀河天皇の兄であることから、天皇及び天皇を支持する鎌倉幕府・六波羅探題に対して積極的な政治工作を行って自らに有利な立場を築くことに努めた。特に自らの拠点であった妙法院の立て直しに尽力し、同院を天台宗の有力門跡に育て上げた。尊性が弟の後堀河天皇に充てた自筆書状103通は法親王の薨去後にそれらを裏紙にして法華経を摺り写したことから、紙背文書として現存している（重要文化財「尊性法親王消息飜摺法華経」として南真経寺・北真経寺が共有）。尊性が幕府と密接でなおかつ自身も一定の武力を持つ権門の一員であったことは、藤原定家が彼を「兵を好む」と評している（『明月記』天福元年2月20日条）ことからもうかがえる。また、琵琶の達人でもあった。
暦仁元年（1238年）、天台座主を退き、翌延応元年（1239年）に46歳で薨去した。